# Conringia persica
Conringia persica är en korsblommig växtart som beskrevs av Pierre Edmond Boissier. Conringia persica ingår i släktet kåltravar, och familjen korsblommiga växter. Inga underarter finns listade i Catalogue of Life.